# Чиро-Марина
Чиро Марина (итал. Cirò Marina) — город в Италии, располагается в регионе Калабрия, подчиняется административному центру Кротоне (провинция).
Население составляет 13 987 человек (на г.), плотность населения составляет 336 чел./км². Занимает площадь 41 км². Почтовый индекс — 88811. Телефонный код — 0962.
Покровителем коммуны почитается святой Катальд, празднование 9 мая.